# Liste der kubanischen Botschafter in der Deutschen Demokratischen Republik
| Ernannt / Akkreditiert | Name                          | Bemerkung                         | ernannt während der Regierung von | akkreditiert während der Amtszeit von | Posten verlassen |
| ---------------------- | ----------------------------- | --------------------------------- | --------------------------------- | ------------------------------------- | ---------------- |
| 18. Dez. 1961          | Andrés Aviñó Soler            | Chef der Mission, Geschäftsträger | Osvaldo Dorticós Torrado          | Walter Ulbricht                       | 10. Mai 1963     |
| 21. Mai 1963           | Armando Bayo Cosgaya          | Geschäftsträger                   | Osvaldo Dorticós Torrado          | Walter Ulbricht                       | 4. Feb. 1965     |
| 5. Feb. 1965           | Héctor Rodríguez Llompart     | Botschafter                       | Osvaldo Dorticós Torrado          | Walter Ulbricht                       | 12. Okt. 1972    |
| 18. Dez. 1972          | Mauro García Triana           | Botschafter                       | Osvaldo Dorticós Torrado          | Walter Ulbricht                       | 20. März 1975    |
| 4. Juni 1975           | Nicolás Rodríguez Aztiazarain | Botschafter                       | Osvaldo Dorticós Torrado          | Willi Stoph                           | 16. Apr. 1979    |
| 14. Mai 1979           | Julio García Oliveras         | Botschafter                       | Fidel Castro                      | Erich Honecker                        | 19. Okt. 1984    |
| 3. Dez. 1984           | Ramiro del Río Pérez-Terán    | Botschafter                       | Fidel Castro                      | Erich Honecker                        | 17. Dez. 1989    |

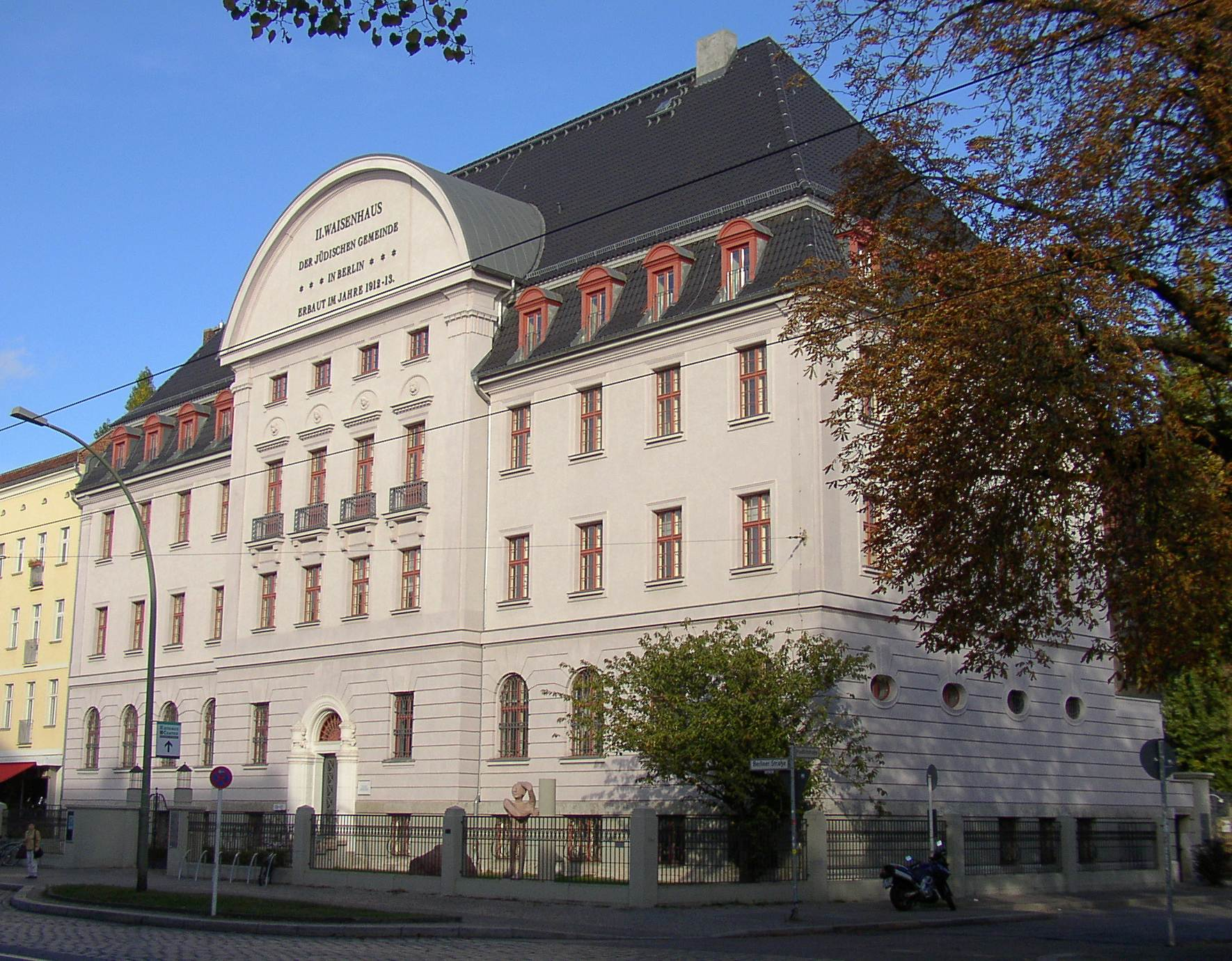
Die Botschaft war im jüdischen Waisenhaus Berlin, Berliner Straße 120–121 Berlin-Pankow untergebracht.

siehe auch: Liste der kubanischen Botschafter in Deutschland